# Bernardino Contin

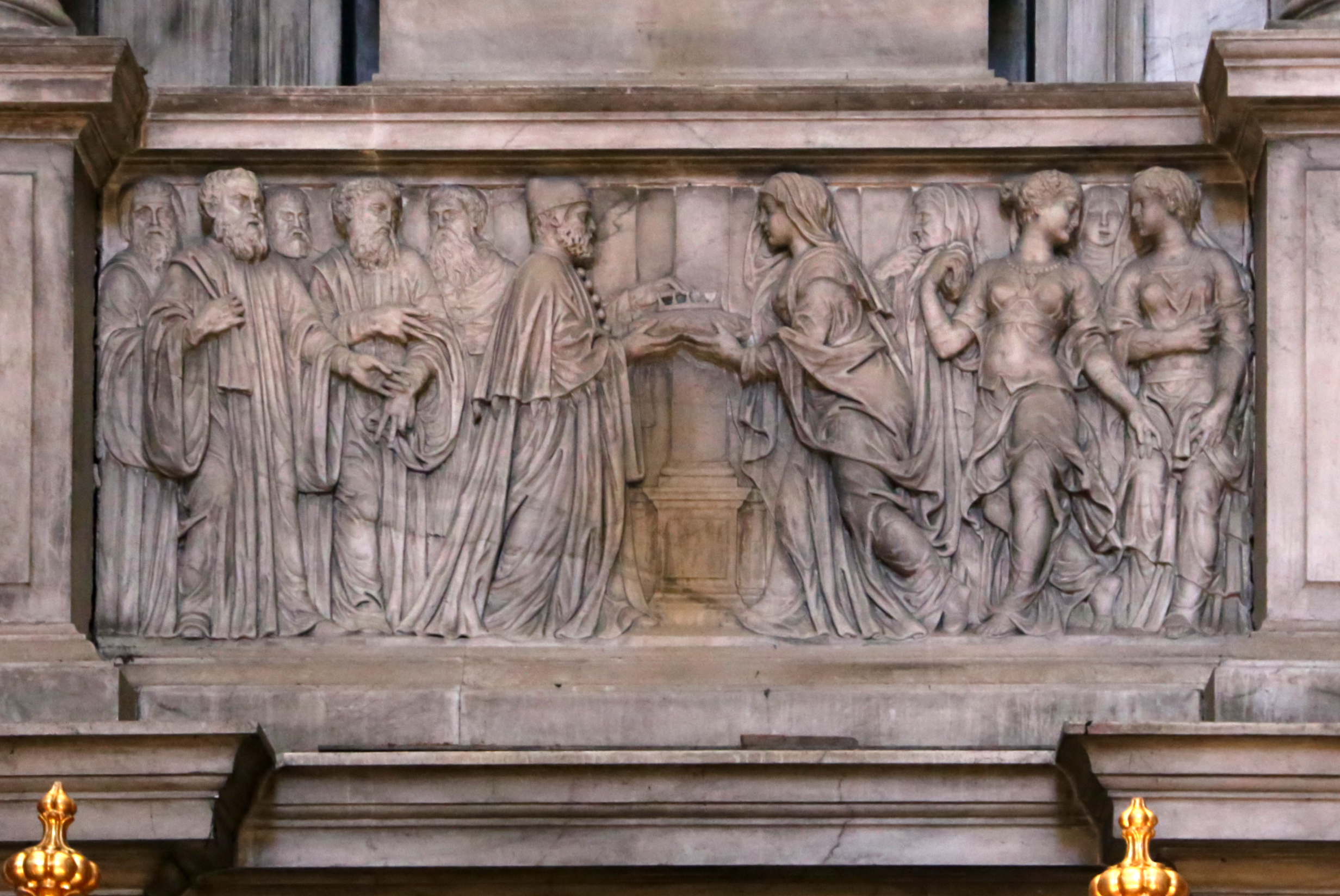
Bernardino Contin: Grabmal der Caterina Cornaro; die Königin überreicht dem Dogen Agostino Barbarigo ihre Krone und damit den Besitz Zyperns. Relief auf dem Grabmonument der Familie Corner in der Kirche San Salvador.

Bernardino Contin, auch Contini (* um 1530 in Lugano; † Juli 1597 in Venedig (?)), war ein Baumeister und Steinmetz, der spätestens ab 1563 vielfach in Venedig tätig war. So war er führend am Bau des Palazzo Barbarigo della Terrazza beteiligt. Auch schuf er in der Kirche San Salvador die Grabmäler für Caterina Cornaro und ihren Neffen Kardinal Marco Cornaro. In den Quellen taucht er nur zwischen 1563 bzw. 1568 und 1597 auf.
Bernardino Contin und seine Verwandten gehörten einer Schweizer Familie an, deren Mitglieder vielfach als Baumeister tätig waren, aber auch in den dazugehörigen Handwerken. Tommaso, sein Bruder, führte nach dem Tod des Baumeisters Antonio da Ponte, der möglicherweise in einem ungeklärten Verwandtschaftsverhältnis stand, vielleicht ein Schwager war, ab 1597 den Bau der Gefängnisse der Riva degli Schiavoni weiter. Bernardinos Sohn Antonio (bl. 1566–1600) beteiligte sich mit seinem Onkel Tommaso am Bau der Gefängnisse, erbaute um 1600 die Scuola di San Gerolamo, die heutige Accademia sowie die Seufzerbrücke. Francesco, ein Sohn Antonios, war Kupferstecher und Baumeister. Er baute 1618 die Kirche Anzolo Rafael in Venedig um sowie eine Kapelle in der Kathedrale von Padua. Er soll zwischen 1634 und 1659 auch die Kirche Sant’Anna und den Konvent umgebaut und weitere Arbeiten an venezianischen Kirchen ausgeführt haben.

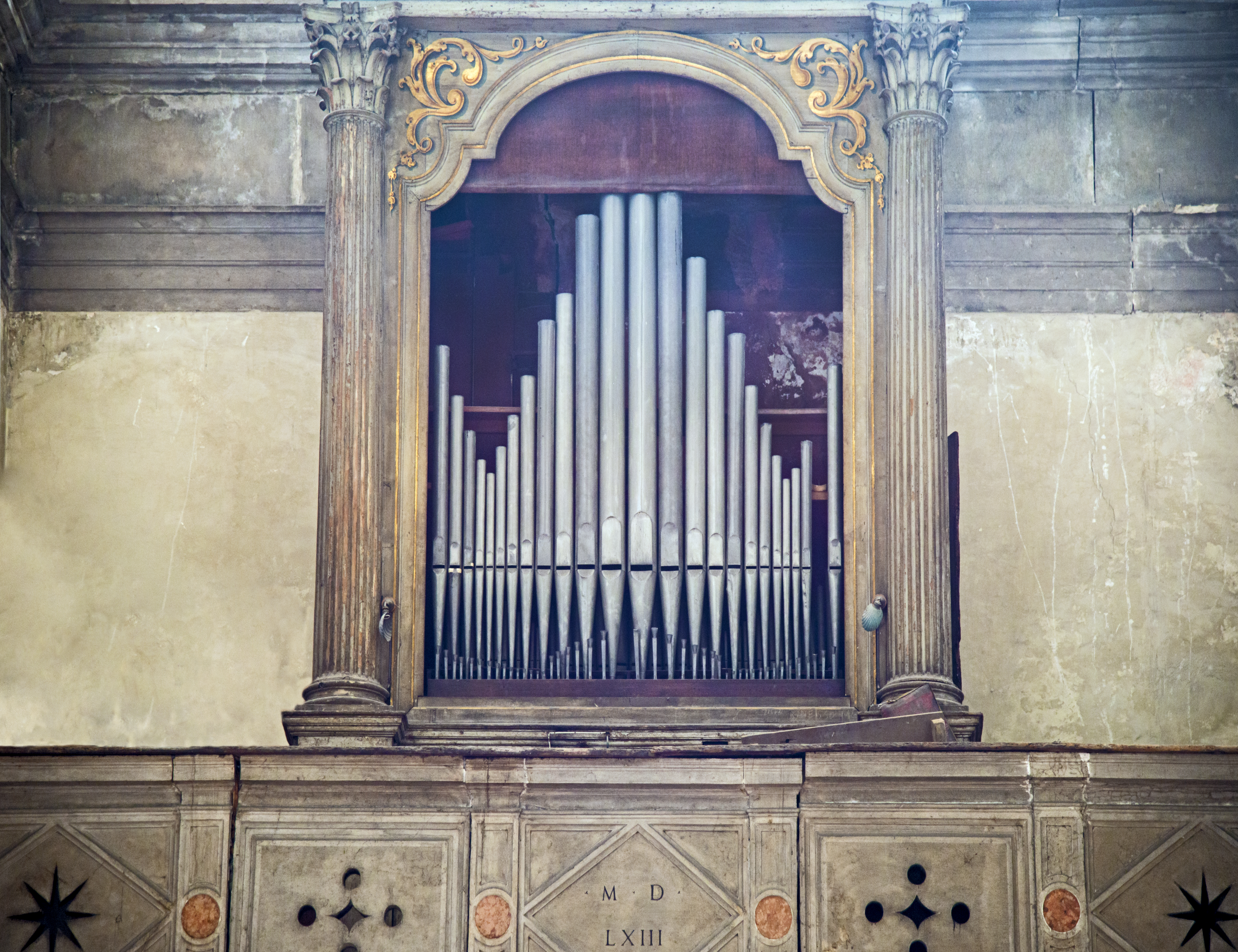
Die Orgel in San Fantin nebst der Brüstung von Bernardino Contin

Die Brüstung (parapetto) für die Orgel sowie zwei der fünf Weihwasserbecken in der Kirche San Fantin stammen von Bernardino Contin „intaggiador“, der seine „bottega“ bei San Trovaso hatte. Der ‚Steinmetz‘ selbst datierte die Brüstung auf das Jahr „MDLXIII“, ein Schriftzug, der dort eingemeißelt wurde.
Am Palazzo Barbarigo della Terrazza, dessen Um- und Neubau im Kern zwischen Juni 1566 und Mai 1568 erfolgte, war Bernardino Contin für den Bauherrn des Palastes Daniele Barbarigo (1515–1576) bis 1570 tätig. Ein Vertrag wurde am 29. Mai 1566 mit den Steinmetzmeistern Bernardino Contin und Vincenzo de Quadro geschlossen, die in der Gemeinde San Trovaso lebten. Am selben Tag erhielt der Maurermeister Martino de Castegnedollo einen Vertrag, den Contin mitunterschrieb. Die Grundsteinlegung wurde am 18. Juli 1567 nachgeholt, wobei Bernardino Contin 929 Dukaten für seine Steinbauarbeiten abrechnete. Die Außenarbeiten waren Mitte 1568 so weit fortgeschritten, dass er am 2. Juni 1568 seine erste große Baurechnung vorlegen konnte. Am 14. Februar 1570 legte er seine dritte und abschließende Rechnung vor. Im Frühjahr 1570 war das Bauwerk fertiggestellt.